# Adlershof

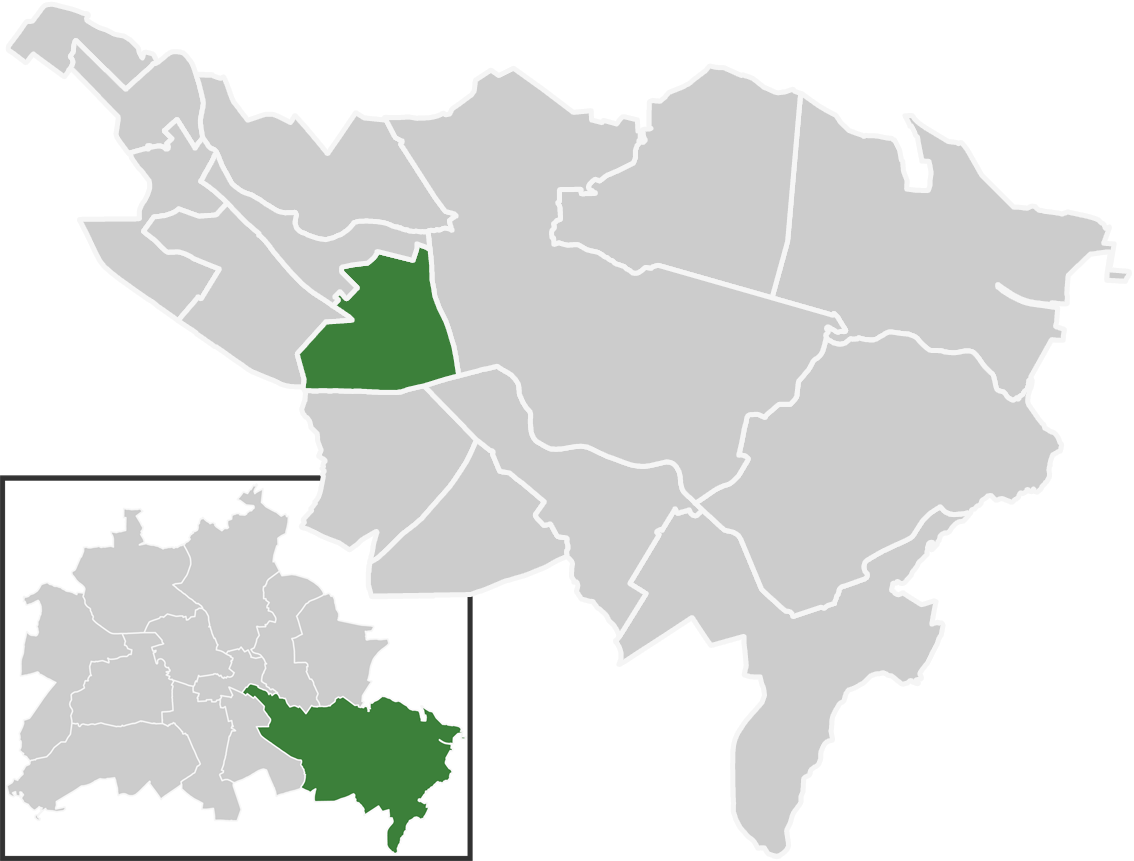
Obvod Adlershof ve čtvrti Treptow-Köpenick v Berlíně

Adlershof je obvod ve čtvrti Treptow-Köpenick v Berlíně v Německu. Tato oblast je dnes známá jako "Město vědy, technologie a médií" a kdysi byla známá jako letiště Johannisthal. Počátkem 20. století odtud vzlétlo první německé motorové letadlo. Adlershof-Johannisthal byl slavný díky Albatrosu, Fokkeru, Rumpleru a Wrightu. V roce 1912 udělal Německý experimentální institut pro letectví (Deutsche Versuchsanstalt für Luftfahrt - DVL) z Adlershofu svoje sídlo. Ve 20. a 30. letech zde byly vztyčeny laboratoře, spodky pro testování motorů a hangáry a dnes jsou historickými pamětihodnostmi.

## První světová válka
Adlershof je především dobře známý kvůli sérii soutěží mezi různými designéry válečných letounů, které se zde konaly od roku 1918. Bylo to poprvé, co se po pilotech žádalo, aby podali svůj přínos do procesu výběru; piloti na oplátku žádali vyšší rychlost na úkor ovladatelnosti, o které se Idflieg vždy domníval, že je nejdůležitější.
První z těchto soutěží, konaná v lednu 1918, vedlo k tomu, že soutěž vyhrál Fokker D.VII a stal se jedním z nejobávanějších letounů Německa. Druhá soutěž v květnu a červnu vedla k licenci pro hlavní účastníky soutěže, Pfalzu D.XII, Fokkeru E.V, Junkers D.I a Siemensu-Schuckerta D.IV, z nichž posledně jmenovaný je mnohými považován za nejlepší německou válečnou konstrukci. Všichni tři byli vyráběni ve velkých zakázkách, aby nahradili pomalou výrobu Fokkerů, ačkoliv pouze design Pfalzu nemohl být nalezen v žádných číslech. Poslední válečná soutěž v říjnu se konala příliš pozdě na to, aby měla nějaký vliv na válečné úsilí. Dokonce i po válce proces pokračoval, čtvrtá soutěž se konala mezi únorem a květnem 1919, ale podpis Versailleské smlouvy ukončil na chvíli veškerou výrobu válečných letadel v Německu.

## Období Východního Německa
Po 2. světové válce bylo letiště uzavřeno a od té doby ovlivňovaly historii Adlershofu tři instituce:
- Ministerstvo státní bezpečnosti (MfS) zde umístilo svůj obranný regiment čítající 12.000 mužů
- V roce 1952 začala Východoněmecká státní televize s přenosy z Adlershofu
- A byla založena Východoněmecká akademie věd s devíti vědeckými instituty v oblasti fyziky a chemie. "Inženýrství vědecké vybavenosti" se svými přibližně 1.700 pracovníky vyvíjelo a poskytovalo většinu východoněmecké výzkumné výbavy.

Podstatná část výzkumu prováděná v institutech Akademie byla důležitá pro její úzké spojení s průmyslem a umožňovala vědcům zapojit se do celosvětové vědecké sítě. Adlershof vyprodukoval mnoho známých výrobků a objevů, například lasery s ultrakrátkými impulsy, optický spektroskop štěpící čas a zařízení na popis vesmíru. Ostatní věci jako trojohnisko a antikoncepční pilulky byly také vynalezeny v Adlershofu. V roce 1989 pracovalo v Adlershofu přes 5.600 lidí, více než polovina veškeré kapacity oddělení výzkumu a vývoje Akademie věd.

## Sjednocení
Po znovusjednocení Německa byl rozpuštěn obranný regiment a osud Akademie byl zpečetěn Smlouvou o sjednocení Německa: výzkumná zařízení Akademie byla podřízena evaluačnímu maratonu Německé vědecké rady (Wissenschaftsrat), která způsobila, že asi 1500 zaměstnanců Akademie mělo být přemístěno v rámci nové vědecké struktury. Zbytku bývalých zaměstnanců bylo doporučeno buď si najít nové zaměstnání nebo začít s podnikáním. Takže z 250 nově založených společností jich bylo přibližně 100 založeno bývalými zaměstnanci akademie. Dnes zde skoro 90 % společností spolupracuje nejméně s jedním partnerem a 60 % s třemi nebo více partnery.
Osm z 12 výzkumných institutů nyní umístěných v Adlershofu a financovaných Berlínem a Spolkovou republikou Německo pocházelo počátkem roku 1992 přímo z bývalé Východoněmecké akademie věd a byly začleněny do struktury federálního německého výzkumu. Ve své činnosti pokračovaly pod hlavičkou jiných orgánů, např. Společnosti Maxe Plancka anebo se včlenily do velkých výzkumných podniků, např. "Společné iniciativy neuniverzitních výzkumných institucí v Adlershofu" - IGAFA.

## Vývoj

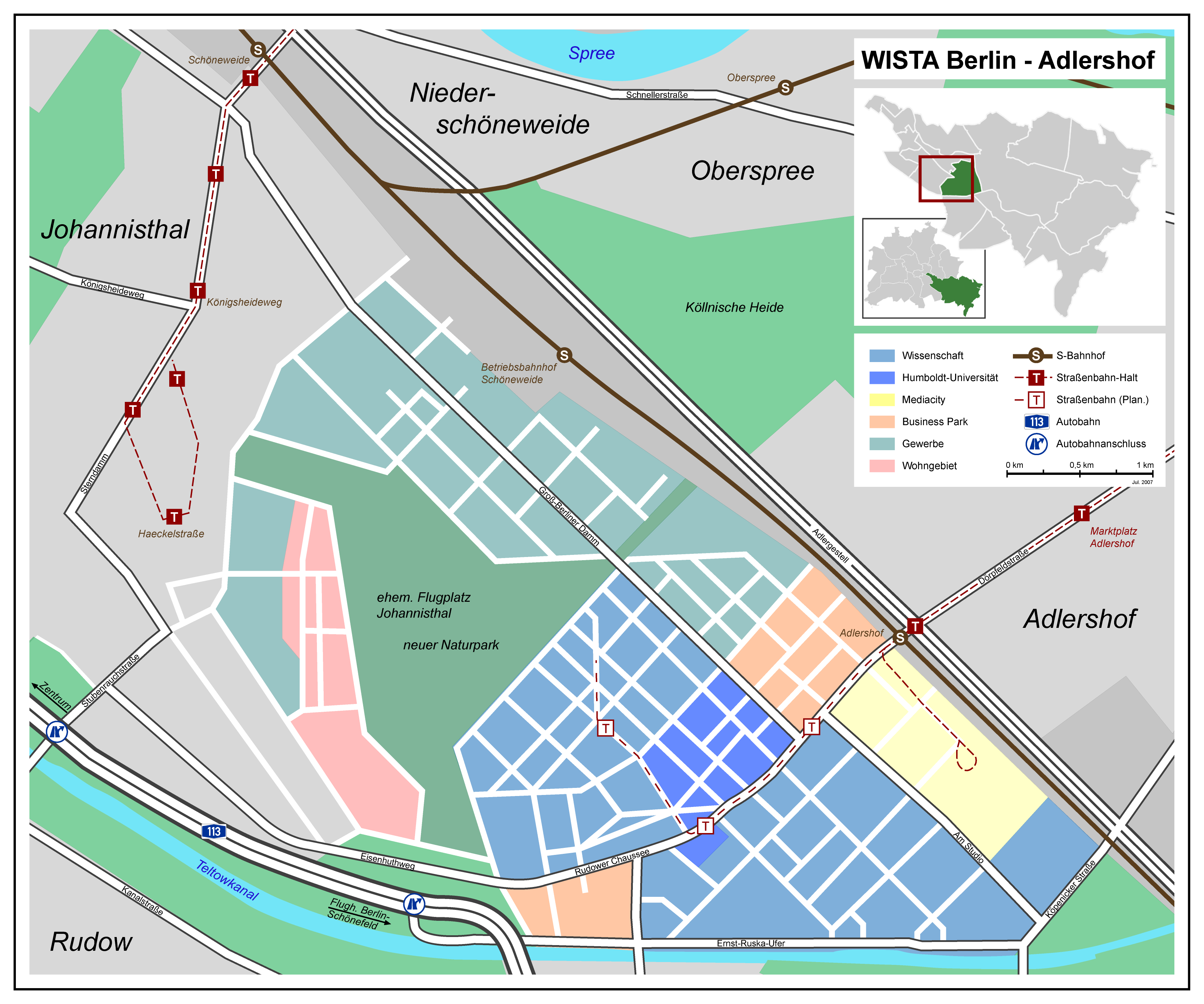
Mapa vývojové oblasti "Wista Berlin-Adlershof"

V září 1991 založil spolkový stát Berlín "Společnost vývoje v Adlershofu" (EGA), z které v roce 1994 vznikla WISTA-MANAGEMENT Gmbh. V roce 1992 se rozhodl Berlínský senát založit "integrovanou vědeckou a obchodní základnu" na území Adlershofu a udělal investice do budov dosahující 230 milionů euro. Cílem bylo spojit vědu, průmysl a inovace a uvést je na trh.
Aby se podpořilo umístění nových podniků na území Adlershofu, byla na provozovnách vytvořena moderní specializovaná centra, některá v rekonstruovaných starých budovách a jiná v nových budovách s velkolepou architekturou. První z nich bylo v roce 1991 "Inovační a obchodní inkubační centrum" IGZ, následováno Centrem pro fotoniku a optické technologie, Centrem pro technologie materiálu, mikrosystémů a životního prostředí". Na vrcholu seznamu stojí Centrum pro služby a Východ-Západ centrum pro podniky ze Střední a Východní Evropy. Až do konce roku 2000 zde WISTA MANAGEMENT Gmbh investovala přibližně 325 milionů euro.

## Výzkum Humboldtovy univerzity
Na konci 1991 bylo přijato rozhodnutí, aby do Adlershofu byly přemístěny fakulty matematiky a přírodních věd berlínské Humboldtovy univerzity. V roce 1998 se do Adlershofu přemístilo Katedra pro počítačové vědy, následované v roce 2000 Katedrou matematiky, v roce 2001 Katedrou fyziky a v roce 2003 Katedrami fyziky, geografie a psychologie. Jedna z nejmodernějších knihoven Evropy, nové Informační a komunikační centrum "Erwin Schrödinger-Zentrum", je počítačové centrum, knihovna a technologické místo, které je užíváno společně jak univerzitními, tak neuniverzitními institucemi.
Město vědy, technologie a médií
- Rozloha: 4,2 km2
- Zaměstnanci: přibližně 11.000
- Podniků: 658
- Park vědy a technologie

Investice v letech 1991-2007: 2,5 - 3 miliard eur
Vývoj
- Nové podniky v roce 2003: 69 společností
- Nové podniky v roce 2004: 62 společností
- Obrat společností a fondů vědeckých institutů: 554 milionů eur

Společnosti
- 375 inovujících společností, přibližně 3.580 zaměstnanců

Vědecké instituty
- 12 neuniverzitních vědeckých institutů s asi 1500 zaměstnanci, mezi nimi 672 vědců a 130 studentů doktorského studia a hostů na Humboldtově univerzitě v Berlíně
- 6 institutů přírodních věd (Institut pro počítačové vědy, matematiku, chemii, fyziku, geografii a psychologii), 130 profesorů, přibližně 7000 studentů a 900 ostatních zaměstnanců

Město médií
- 127 společností, přibližně 900 zaměstnanců

Průmyslové vlastnictví
- 156 společností, přibližně 4000 zaměstnanců

Park
- Rozloha: 660 000 m²